# Vincenc Straňák
Vincenc Jan Straňák OP (22. května 1894 Nivnice – 16. dubna 1967 Horní Poustevna), byl český katolický kněz, teolog a člen řádu dominikánů.

## Život
Řeholní sliby v dominikánském řádu složil 8. září 1915 v Olomouci. Na kněze byl vysvěcen 5. července 1919 v Olomouci. Působil jako submagistr noviců a kleriků v Olomouci. Dále byl kooperátorem a katechetou v Třeboni, prefektem juvenátu v Praze, farářem v Praze, kazatelem v Uherském Brodě a kaplanem v Plzni. V roce 1950 v rámci Akce K, kterou pořádala Státní bezpečnost zažil likvidace plzeňského kláštera dominikánů. Následně byl internován v Broumově (dominikáni se mohli do svého kláštera v Plzni-Lobzích vrátit až 40 let po této události). Po propuštění z internace byl v letech 1953-1955 duchovním správcem kostela Všech svatých v Litoměřicích. V letech 1955-1963 byl administrátorem ve farnosti Novosedlice. Dále pracoval v civilním zaměstnání a posléze přijal místo kaplana řeholních sester v Horní Poustevně. Pohřben je ve svém rodišti v Nivnici.